# Borja Luna
Borja Luna (Madrid, 14 de noviembre de 1984) es un actor español.

## Biografía
En 2007 se licenció en Interpretación Gestual por la Real Escuela Superior de Arte Dramático. Posteriormente, ha trabajado en teatro con directores como Miguel Narros, Josep María Flotats o Ernesto Caballero, y ha trabajado para centros de producción como el Centro Dramático Nacional, la Compañía Nacional de Teatro Clásico o el Teatro Español, entre otros. Fue miembro de la tercera promoción de la JovenCNTC y, en 2012, cofundó su propia compañía (Venezia Teatro) con la que trabajó produciendo y actuando hasta 2015.
En 2015 fue galardonado con el premio a Mejor actor revelación en los premios que concede The Central Academy of Drama (Pekín) de China por su trabajo en El Laberinto Mágico, del CDN.
En televisión hizo pequeños papeles en Yo soy Bea, Hospital Central en distintas temporadas, Escenas de matrimonio, El barco, Amar en tiempos revueltos;  serie a la que se reincorporó con un nuevo personaje (Arturo) en su quinta temporada. En 2014 entra a formar parte del reparto de la tercera temporada de la serie histórica de TVE, Isabel, interpretando a Luis XII de Francia. En septiembre de 2016 se anuncia su fichaje por la serie Las chicas del cable, producida por Bambú Producciones para Netflix que se estrenó en 2017. 
Actualmente a la espera del estreno de Sin huellas para Primevideo y de Cristo y Rey para Antena3
Fue nominado a los Premios de la Unión de Actores 2014 como Mejor actor secundario por su trabajo en la serie Isabel.
En 2014 Deil, cortometraje producido por Amanita films y del que él es coprotagonista, cosecha una Mención Especial del Jurado al Reparto en el Festival de Málaga de Cine Español.

## Trayectoria

### Televisión
| Series de Televisión | Series de Televisión      | Series de Televisión                  | Series de Televisión | Series de Televisión |
| Año                  | Título                    | Papel                                 | Cadena               | Notas                |
| -------------------- | ------------------------- | ------------------------------------- | -------------------- | -------------------- |
| 2024                 | Respira                   | Dr. Néstor Moa                        | Netflix              | 8 episodios          |
| 2023                 | Cristo y Rey              | Romero                                | Antena3              | 4 episodios          |
| 2023                 | Sin huellas               | Néstor Mañez                          | Prime Video          | 8 episodios          |
| 2021                 | Días Mejores              |                                       | Prime Video          | 1 episodio           |
| 2021                 | HIT                       | Antidisturbios                        | La 1                 | 1 episodio: Reinicio |
| 2017-2019            | Las chicas del cable      | Miguel Pascual                        | Netflix              | 24 episodios         |
| 2014                 | Isabel                    | Luis XII                              | TVE                  | 7 episodios          |
| 2012                 | El barco                  | Antiguo tripulante del Estrella Polar | Antena 3             | 1 episodio           |
| 2011                 | Hospital Central          | miniatura                             | Telecinco            | 1 episodio           |
| 2010                 | Amar en tiempos revueltos | Arturo Nuñez                          | TVE                  | 11 episodios         |
| 2008                 | Hospital Central          | Loren                                 | Telecinco            | 3 episodios          |
| 2007                 | Escenas de matrimonio     | Rafa                                  | Telecinco            | 5 episodios          |
| 2006                 | Amar en tiempos revueltos | Estudiante de medicina                | TVE                  | 2 episodios          |
| 2005                 | Yo soy Bea                | Lucas                                 | Telecinco            | 3 episodios          |

### Cine
| Películas | Películas                    | Películas           | Películas         | Películas               |
| Año       | Título                       | Papel               | Director          | Notas                   |
| --------- | ---------------------------- | ------------------- | ----------------- | ----------------------- |
| 2022      | Salvajes, el cuento del lobo | naturalista         | Alex Galán        | Largometraje documental |
| 2018      | Animales sin collar          | Félix Garnica       | Jota Linares      | Largometraje            |
| 2016      | Tenemos que hablar           | Pepe                | David Serrano     | Largometraje            |
| 2015      | Galletas                     | Álvaro              | Ignacio Sepúlveda | Cortometraje            |
| 2014      | Deil                         | Simón Feito         | David Rodríguez   | Cortometraje            |
| 2014      | Trezze                       | Telmo               | Elbio Aparisi     | Largometraje            |
| 2013      | Viral                        | Asistente del Samur | Lucas Figueroa    | Largomentraje           |
| 2013      | Pesto                        | Chef                | Ignacio Sepúlveda | Cortometraje            |
| 2011      | Gens                         | Gendro              | José Carlos Peña  | Cortometraje            |
| 2007      | Perceval                     | Romano              | Pablo Aragüés     | Cortometraje            |

## Teatro
- La violación de Lucrecia (2023), de José de Nebra - Versión de Rosa Montero - Dirección de Alberto Miguélez Rouco - Teatro de la Zarzuela - Dir. Rafael R. Villalobos.
- La casa de los espíritus (2021), de Isabel Allende - Teatro Español - Dir. Carme Portaceli.
- Macbeth (2020), de William Shakespeare - Centro Dramático Nacional - Dir. Alfredo Sanzol.
- La vida de Galileo (2016), de Bertolt Brecht - Centro Dramático Nacional - Dir. Ernesto Caballero.
- El sueño de una noche de verano (2015) de William Shakespeare - Metatarso Producciones - Dir. Darío Facal.
- El laberinto mágico (2015), de Max Aub. Adapt. de José Ramón Fernández - CDN - Dir. Ernesto Caballero
- Los desvaríos del veraneo (2014) de Carlo Goldoni - Venezia Teatro - Dir. José Gómez Friha.
- El Greco y la Legión Tebana (2014) de Alberto Herreros - Dir. Ignacio García/Natalia Mateo.
- La cortesía española (2014) de Lope de Vega - CNTC - Dir. Josep María Mestres.
- La isla de los esclavos (2013) de Marivaux - Venezia Teatro - Dir. José Gómez Friha.
- La noche toledana (2013) de Lope de Vega - CNTC - Dir. Carlos Marchena.
- La Hostería de la Posta (2012) de Carlo Goldoni - Venezia Teatro - Dir. José Gómez Friha.
- En la vida todo es verdad y todo es mentira (2012) de Calderón - CNTC - Dir. Ernesto Caballero.
- La Primavera avanza (2012) de Ángel González - El Barco Pirata - Dir. Rebeca Ledesma.
- Santo (2011) de Ignacio del Moral, Ignacio García May y Ernesto Caballero - Teatro Español / Teatro El Cruce - Dir. Ernesto Caballero.
- Beaumarchais (2010) de Sacha Guitry - Teatro Español - Dir: Josep María Flotats.
- La cabeza del dragón (2010) de Ramón Mª del Valle-Inclán - La Intemerata - Dir. Rakel Camacho (La Intemerata).
- La cena de los generales (2009) de José Luis Alonso de Santos - Producciones Faraute / Teatro Español - Dir. Miguel Narros.
- Monólogos de la Marihuana (2008) de Arj Baker, Doug Benson y Tony Camin - La Escalera de Jacob - Dir. José Antonio Ortega.
- El Duelo (2007) de Marco Canale - Círculo de Bellas Artes - Dir. Raúl Fuertes.
- Archifánfano, rey de los locos (2007) de Trini Díaz - Rencontres theatrales (Lyon) - Dir. Carlota Ferrer, Javier Hernández, Pablo Rivero y Álvaro Renedo.
- Lecciones de Carlo (2007) de Ana Isabel Fernández Valbuena - R.E.S.A.D. - Dir. Nacho Sevilla/Fabio Mangolini.
- Tierra de armas (2006) de Iñaki Arana - Teatro Divadlo Arena, Bratislava - Dir. Iñaki Arana.

## Premios y nominaciones
Premios de The Central Academy of Drama (Beijin), China
| Año  | Categoría              | Espectáculo         | Resultado |
| ---- | ---------------------- | ------------------- | --------- |
| 2015 | Mejor actor revelación | El laberinto mágico | Ganador   |

Premios de la Unión de Actores
| Año  | Categoría                            | Trabajo             | Resultado |
| ---- | ------------------------------------ | ------------------- | --------- |
| 2019 | Mejor actor revelación               | Animales sin Collar | Nominado  |
| 2014 | Mejor actor secundario de televisión | Isabel              | Nominado  |

Festival de Málaga de Cine Español  (FMCiE)
| Año  | Categoría                              | Cortometraje |
| ---- | -------------------------------------- | ------------ |
| 2014 | Mención especial del jurado al reparto | Deil         |